# Marquesado de Benavites
El marquesado de Benavites es un título nobiliario español creado el 18 de mayo de 1628 por el rey Felipe IV por elevación a marquesado del condado de Benavites, a favor de Pedro Exarch de Belvís y Martorell, I conde de Benavites. El condado de Benavites había sido creado el 8 de junio de 1624 para Pedro Exarch de Belvís y Martorell, como primer conde, pasando en 1628 a ser primer marqués de Benavites.
Su denominación hace referencia a la localidad de Benavites (Valencia).

## Marqueses de Benavites
|                                 | Titular                                                | Periodo                |
| Creación por Felipe IV          | Creación por Felipe IV                                 | Creación por Felipe IV |
| ------------------------------- | ------------------------------------------------------ | ---------------------- |
| I                               | Pedro Exarch de Belvís y Martorell                     | 1628-                  |
| II                              | Manuel Exarch de Belvís y Cabanilles                   |                        |
| III                             | Manuel Exarch de Belvís y Melo de Ferreira             |                        |
| IV                              | Francisca María Bellvís y Córdoba                      | ¿?-1733                |
| V                               | José Vicente Bellvís de Moncada y Exarch de Bellvís    | 1733-1753              |
| VI                              | Pascual Benito Bellvís de Moncada e Ibáñez de Segovia  | 1753-1781              |
| VII                             | Juan de la Cruz Bellvís de Moncada y Pizarro           | 1727-1756              |
| VIII                            | Antonio Ciriaco Bellvís de Moncada y Álvarez de Toledo | 1756-1842              |
| Rehabilitación por Alfonso XIII |                                                        |                        |
| IX                              | Bernardino de Melgar y Álvarez de Abreu                | 1893-1942              |
| X                               | María de los Dolores de Melgar y Hernández             | 1951-1959              |
| XI                              | José Luis de Narváez y de Melgar                       | 1959-1995              |
| XII                             | Juan Antonio de Narváez y Muguiro                      | 1995-2015              |
| XIII                            | Juan Antonio Narváez y Rezola                          | 2016-actual            |

## Historia de los marqueses de Benavites
- Pedro Exarch de Belvís y Martorell, I marqués de Benavites, antes I conde de Benavites, y caballero de la Orden de Santiago.[1]

- Manuel Exarch de Belvís y Cabanilles II marqués de Benavites.[2]

Contrajo matrimonio con Beatriz Melo de Ferreira y Sanz de Latra, baronesa de la Joyosa. Sucedió su hijo.
- Manuel Exarch de Belvís y Melo de Ferreira (n. Valencia, 1639), III marqués de Benavites, conde de Villamonte, señor de  las villas, baronías y lugares de Puig, Ribarroja, etc., caballero de la orden de Alcántara, gentilhombre de cámara del rey. Después de enviudar de su primera esposa, volvió a casar con su sobrina Ana María Bellvís de Moncada y Escrivá.[2]

Se casó en primeras nupcias en Madrid (Santos Justo y Pastor) el 2 de octubre de 1662 con Juana Teresa Antonia Pacheco de Córdoba y Portugal (m. 25 de febrero de 1692).  Fueron padres de una hija que le sucedió en el marquesado.
- Francisca María Bellvís y Córdoba (Valencia, 21 de agosto de 1666-ibídem, 4 de abril de 1733), IV marquesa de Benavites, VIII condesa de Villardompardo, VI marquesa de Villamayor de las Ibernias, IV condesa de Villamonte,  señora de las villas, baronías y lugares de Puig, Ribarroja, etc.[4]

Contrajo matrimonio en Valencia el 4 de febrero de 1680 con su primo Francisco Bellvís de Moncada y Escrivá. Le sucedió su hijo.
- José Vicente Bellvís de Moncada y Exarch de Bellvís (Valencia, 17 de noviembre de 1697-Madrid, 6 de marzo de 1753), V marqués de Benavites, IX conde de Villardompardo, VII marqués de Villamayor de las Ibernias, V conde de Sallent, IV conde de Villamonte, barón de La Joyosa y de Marras, y I marqués de Bélgida por real Despacho de 6 de febrero de 1753.[6]

Casó, en Madrid el 13 de octubre de 1717, con Catalina (Olalla Eulalia) Ibáñez de Segovia y Fernández de Velasco,  hija de José Antonio Ibáñez de Segovia y Mendoza (1657-1730), X marqués de Mondéjar, grande de España, XII conde de Tendilla, X marqués de Vallhermoso de Tajuña, V marqués de Agrópoli, y de María Victoria de Velasco y Carvajal. Le sucedió su hijo:
- Pascual Benito Bellvís de Moncada e Ibáñez de Segovia (Valencia, 21 de junio de 1727-Madrid, 23 de julio de 1781), VI marqués de Benavites, X conde de Villardompardo,[11]  VIII marqués de Villamayor de las Ibernias, II marqués de Bélgida,  VI conde de Sallent, VI conde de Villamonte, conde del Sacro Romano Imperio, de Marrades y, desde 1779 sucedió a Marcos Ignacio López de Mendoza e Ibáñez de Segovia, XIII marqués de Mondéjar, de Agrópoli, de Valhermoso de Tajuña, y conde de Tendilla.[12]

Casó, en Madrid el 17 de febrero de 1754, con Florencia Pizarro Piccolomini de Aragón y Herrera (1727-1794), III marquesa de San Juan de Piedras Albas, grande de España, VII marquesa de Adeje, V marquesa de Orellana la Vieja, XII condesa de la Gomera, hija de Juan de la Cruz Pizarro Piccolomini de Aragón y de su esposa Juana Josefa de Herrera Ayala y Llarena, y viuda de su primer matrimonio con su tío Antonio de Herrera y Ayala, V marqués de Adeje. Le sucedió su hijo.
- Juan de la Cruz Belvís de Moncada y Pizarro (Madrid, 1 de diciembre de 1756-Madrid, 20 de octubre de 1835), VII marqués de Benavites,[17] III marqués de Bélgida, IX marqués de Villamayor de las Ibernias, IV marqués de San Juan de Piedras Albas,[16] XV marqués de Mondéjar, dos veces grande de España,[18] marqués de Vallhermoso de Tajuña, VIII marqués de Adeje, X marqués de Agrópoli, marqués de Orellana la Vieja, VI conde de Villamonte, XI conde de Villardompardo, XII conde de la Gomera, VII conde de Sallent, XIII conde de Tendilla, conde del Sacro Romano Imperio, etc.[19] Fue también alférez mayor perpetuo de la ciudad de Jaén, alcaide de la Alhambra, caballero de la Orden del Toisón de Oro, de la Orden de Carlos III, gentilhombre de cámara, mayordomo mayor de palacio, sumiller de corps, caballerizo, menino, ballestero y montero mayor del rey Carlos IV y maestrante de Valencia.[20]

Contrajo matrimonio en Madrid el 4 de abril de 1774 con María de la Encarnación Álvarez de Toledo y Gonzaga,  hija de Antonio Álvarez de Toledo y Osorio, X marqués de Villafranca del Bierzo, y de su segunda esposa María Antonia Gonzaga y Caracciolo. Le sucedió su hijo.
- Antonio Ciriaco Belvís de Moncada y Álvarez de Toledo (Madrid, 8 de agosto de 1775-Madrid, 10 de agosto de 1842), VIII marqués de Benavites,[21] IV marqués de Bélgida, X marqués de Villamayor de las Ibernias, XI marqués de Agrópolis,[14] V marqués de San Juan de Piedras Albas,[16] XVI marqués de Mondéjar,[18] dos veces grande de España, IX marqués de Adeje, VII marqués de Orellana la Vieja, XIX conde de Tendilla, XII conde de Villardompardo, XIII conde de la Gomera, VIII conde de Villamonte, VIII conde de Sallent, XVI conde de Coruña, vizconde de Torija, conde del Sacro Romano Imperio, etc.[22]

Casó, en Madrid el 16 de enero de 1799, con María Benita de los Dolores Palafox y Portocarrero (1782-1864), hija de Felipe Palafox y Croy y de María Francisca de Sales Portocarrero, VI condesa de Montijo.
Rehabilitado en 1893 por:

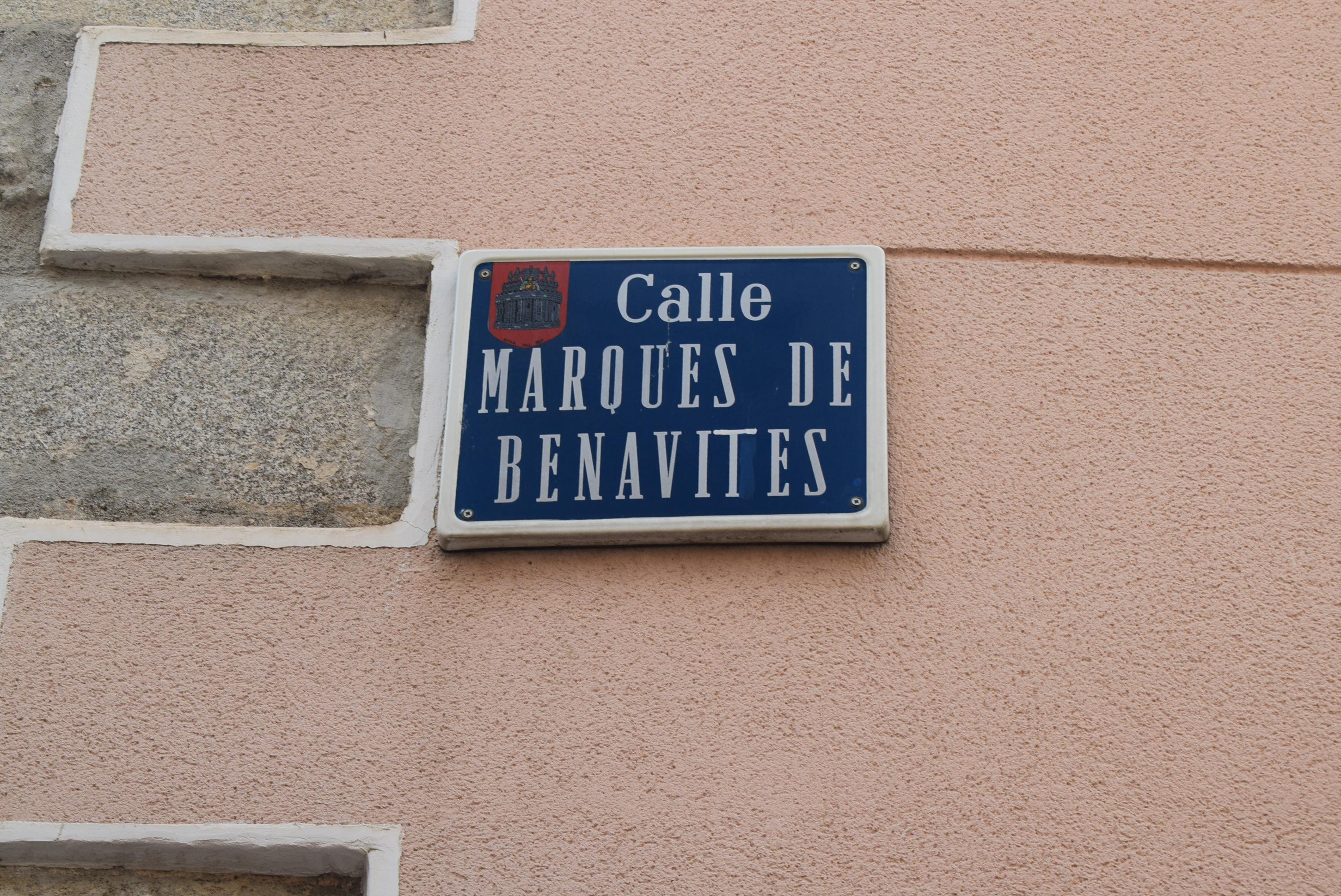
Calle dedicada al Marqués de Benavites en Ávila.

- Bernardino de Melgar y Álvarez de Abreu (Mondragón, 15 de octubre de 1862-1942), IX marqués de Benavites,[1] VII marqués de San Juan de Piedras Albas, VI marqués de Canales de Chozas, señor de Alconchel, senador del reino, diputado a Cortes, gentilhombre de cámara de S.M. con ejercicio y servidumbre, Gran Cruz de Carlos III, Académico de la Real Academia de la Historia.[1]

Se casó el 24 de septiembre de 1892 en Valmaseda con María de los Dolores Hernández y Torres Gorrita. Le sucedió, en 1951, su hija:
- María de los Dolores de Melgar y Hernández (n. en 1893), X marquesa de Benavites, VIII marquesa de San Juan de Piedras Albas, VII marquesa de Canales de Chozas.[1]

Se casó con Manuel García Iraola. Sin descendientes. Cedió el título a su sobrino.
- José Luis de Narváez y de Melgar (n. 1923), XI marqués de Benavites.[24]

Se casó con María Antonia de Muguiro. Le sucedió, en 1995, su hijo:
- Juan Antonio de Narváez y Muguiro (m. Madrid, 21 de enero de 2015),[25] XII marqués de Benavites.[26]

Se casó con María Rezola Sáenz de Heredia. Le sucedió su hijo.
- Juan Antonio Narváez y Rezola, XIII marqués de Benavites y actual titular.[27]